# Kinloch Castle

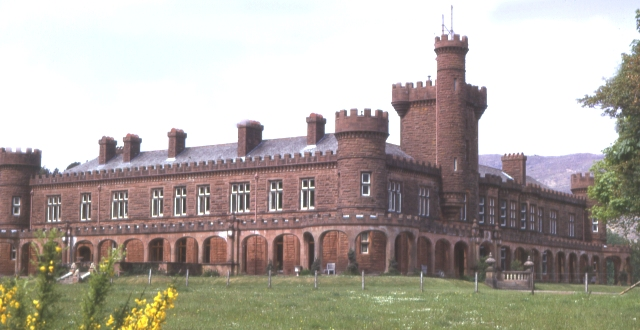
Kinloch Castle

Kinloch Castle (schottisch-gälisch: Caisteal Cheann Locha) ist ein Landhaus auf der Insel Rùm, eine der Inneren Hebriden vor der Westküste von Schottland. Das Gebiet gehört zur Verwaltungseinheit Highland. Das viktorianische Haus wurde als Privatresidenz von Sir George Bullough, 1. Baronet, einem Textilbaron aus Lancashire, dessen Vater die Insel Rùm als Sommerresidenz und Jagdrevier gekauft hatte, erbaut. Die Bauarbeiten begannen 1897 und 1900 war das Haus fertig. Der Luxusrückzugsort hat seither gelitten. Landhaus und Insel gehören heute dem Scottish Natural Heritage und ein Teil des Landhauses dient als Hotel. Die Kinloch Castle Friends Association wurde 1996 gegründet, um die Zukunft des Gebäudes auf lange Zeit zu sichern.
Historic Environment Scotland hat Kinloch Castle als historisches Bauwerk der Kategorie A gelistet und das umgebende Land ist im Inventory of Gardens and Designed Landscapes in Scotland aufgeführt.

## Geschichte
Rùm gehörte Anfang des 19. Jahrhunderts Alexander MacLean aus Coll. Damals, während der Koalitionskriege, galten Laminariales von den schottischen Inseln als wertvoller Rohstoff zur Gewinnung von Soda zur Verwendung für Sprengstoffe. Nach den Kriegen brach der Markt zusammen und MacLean war gezwungen, die Insel an einen Verwandten, Lachlan MacLean, zur Schafzucht zu verpachten. In der Folge wurde die gesamte Bevölkerung, im Jahre 1795 immerhin 443 Leute, 1828 von der Insel vertrieben und zwangsweise nach Nova Scotia umgesiedelt. Von den Inseln Skye und Muck kamen neue Pächter, um Schafzucht zu betreiben.
Lachlan MacLean ließ Kinloch House auf einem Grundstück nordöstlich des heutigen Kinloch Castle erbauen, musste aber Ende der 1830er-Jahre die Pacht aufgeben. Hugh MacLean aus Coll verkaufte die Insel dann 1845 an den konservativen Politiker James Gascoyne-Cecil, 2. Marquess of Salisbury, (1791–1868) für 26.455 £. Lord Salisbury organisierte die Schafzucht neu und ließ neue Bauernhäuser bauen, die durch eine Straße mit einem Pier in Kinloch verbunden waren. Lord Salisbury brachte Rothirsche und anderes Wild auf die Insel. Er vererbte das Anwesen seinem Sohn, Viscount Carnborne, (1821–1865). Nach dessen Tod fiel es an seinen Bruder, Robert Gascoyne-Cecil, der später der 3. Marquess of Salisbury und Premierminister des Vereinigten Königreiches wurde. Dieser verkaufte Rùm 1870 an Farquhar Campbell aus Aros. Das Jagdschloss bei Tigh Ban wurde um diese Zeit gebaut. Da die Profite in der Schafzucht gefallen waren, wurde die Insel nun hauptsächlich für die Jagd genutzt.

### Die Bulloughs
Ab 1879 wurde das Jagdrecht von John Bullough (1838–1891), einem Besitzer einer Textilmühle in Perthshire, übernommen. 1884 kaufte Bullough Meggernie Castle in Perthshire und 1888 die Insel Rùm für 35.000 £. Um ein Jagdrevier zu schaffen, führte er neues Rotwild und neue Wildvögel ein und ließ Bäume pflanzen. Als er 1891 starb, erbte sein Sohn George Bullough die Insel und ließ ein Mausoleum für seinen Vater bauen. Das erste Mausoleum, das mit Kacheln dekoriert war, wurde mit einer öffentlichen Toilette verglichen. Bullough ließ es daraufhin abreißen und durch einen dorischen Tempel ersetzen, der heute noch erhalten ist.

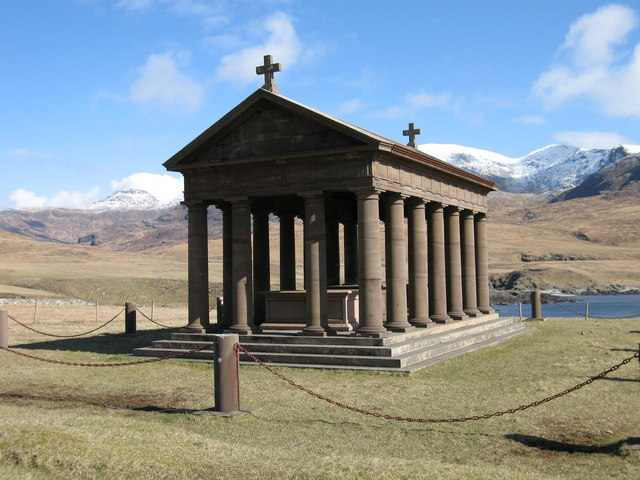
Das Bullough-Mausoleum in Harris

Dann beauftragte er ein Londoner Architekturbüro, Leeming & Leeming, mit dem Bau eines luxuriösen, neuen Hauses. Die Arbeiten an Kinloch Castle begannen 1897; es wurden für den Bau 300 Männer von der Insel Eigg und aus Lancashire eingestellt. Das Landhaus wurde im Tudorstil und mit Zinnen versehen aus rotem Sandstein aus Annan errichtet. Es hatte eine eigene Stromversorgung, moderne Sanitärtechnik, eine moderne Heizung und ein modernes Telefonsystem. Ein mechanisches Orchestrion aus  Deutschland wurde installiert, um für Musik im Rittersaal zu sorgen. Kinloch Castle wurde im Jahre 1900 fertiggestellt und verursachte Baukosten von 250.000 £, auch wenn nach Bulloughs Heirat 1903 weitere Veränderungen vorgenommen wurden. Formelle und informelle Gärten, zum Beispiel ein Wassergarten, ein Japanischer Garten, ein Bowling Green und ein Golfplatz wurden bis 1912 auf Mutterboden aus Ayrshire angelegt. Ein eingefriedeter Garten mit Gewächshäusern wurde aufgebaut; dort waren kurze Zeit auch Alligatoren untergebracht.
Im Burenkrieg stellte Bullough seine Jacht Rhouma als Hospitalschiff zur Verfügung, das verwundete Soldaten nach Kinloch Castle brachte. Für diesen Dienst wurde er 1901 zum Ritter geschlagen. Kinloch Castle wurde jedes Jahr zur Jagdsaison von Bullough und seinen Freunden genutzt, aber nach dem Ersten Weltkrieg kamen sie seltener und das Anwesen wurde vernachlässigt. Die Einwohnerzahl der Insel schrumpfte von 100 im Jahre 1900 auf 28 im Jahre 1951. Nach Sir George Bulloughs Tod 1939 wurden Landhaus und Insel von Treuhändern verwaltet, die das Anwesen 1957 verkauften und nur das Familienmausoleum behielten. 1967 wurde Sir George Bulloughs Witwe Monica im Mausoleum neben ihrem Gatten bestattet.

### In öffentlicher Hand
Die Insel wurde von der Nature Conservancy, einer staatlichen Agentur, die für das Naturerbe verantwortlich ist, für 23.000 £ gekauft und in Übereinstimmung mit Lady Monicas letztem Willen als nationales Landschaftsschutzgebiet ausgewiesen. Das Eigentum an der Insel Rùm und dem Landhaus Kinloch Castle ging mit der Gründung von Scottish Natural Heritage (SNH) 1992 an diese Behörde (seit 2020 unter dem Namen NatureScot tätig) über.
Das Landhaus tauchte 2003 in der BBC-TV-Serie Restoration im Rahmen eines Spendenaufrufs zur Renovierung des Gebäudes auf; das Objekt erreichte zwar die letzte Runde, gewann aber nicht. Dennoch wurde der Fall von The Prince's Regeneration Trust, einer gemeinnützigen Organisation, die Renovierungsprojekte an historischen Gebäuden betreibt und von Prinz Charles gegründet wurde, aufgegriffen. Eine Geldsumme von 8 Mio. £ wird für die Restaurierung des Landhauses benötigt. 2021 wurden die Kosten auf 20 Mio. £ geschätzt.
Im Sommer 2021 legte der Unternehmer Angus MacDonald aus Fort William einen Plan vor, das Gebäude mit 2,5 Millionen £ öffentliche Gelder zu restaurieren und als Luxushotel zu nutzen. Es mehren sich jedoch die Stimmen, das Schloss als Symbol der Highland Clearances und kapitalistischer Arroganz einfach verfallen zu lassen.

### Gesellschaftliche Bedeutung
Ein Bericht, den SNH 2002 herausbrachte, fasste die gesellschaftliche Bedeutung von Kinloch Castle und die unterschiedlichen Einstellungen dazu, wie folgt, zusammen:

„Kinloch Castle hat eine extrem hohe soziale Bedeutung, sowohl als Repräsentant einer Art von Entwicklung und Lebensstil, die beträchtlichen Einfluss auf den Gebrauch von Land in Schottland entfaltete, als auch in Verbindung mit einer speziellen Sozialgeschichte, die in sich selbst durch ihren Glanz, ihre Allbekanntheit und ihre ungewöhnliche Vollständigkeit, in der Beweis für den Lebensstil erhalten geblieben ist, von Interesse ist.“

Der Bericht zeigte auf, dass Kinloch Castle keinen besonderen Stil oder technischen Wert darstellte, aber dies durch die Tatsache kompensiert wurde, dass es ein Denkmal für eine bestimmte Art gesellschaftlichen Lebensstils seiner Zeit war.

„Kinloch Castle von einem von außen uninspirierten Stil mit einem ungewöhlichen, aber nicht unmöglichen Grundriss, gebaut von eindeutig kompetenten, aber doch ununterscheidbaren Architekten, die – in gewisser Hinsicht – „Gefangene“ des starken Willens ihrer Kunden zum Nachteil der Gesamtkonzeption (...) waren. Was die allgemeine Bautechnik angeht, bot Kinloch Castle keinen Fortschritt gegenüber üblichen Praxis.“

Das sozialpolitische Denkmal, das es darstellt, ist als „ein extremes Beispiel – gar ein Exempel – der schlechtesten Art von Gutsherrndenken der Highlands“ und auch als „Vertreter eines gesellschaftlichen Phänomens, für das seine [Bulloughs] Zeit bekannt war, [beschrieben worden]: Neureichtum in 3. Generation, opulenter Lebensstil, Sportinteressen einschließlich Pferderennen und die Zugehörigkeit zu einer „intellegenten“ Gesellschaftsschicht (die den genialen, aber dem Luxusleben verfallenen Eduard, Prinz von Wales, als ihr Beispiel ansah) eher als die Hinwendung zu viktorianischer Moralvorstellung.“
Jim Cowley, schottischer Naturschriftsteller, beschrieb Kinloch Castle als „Denkmal an (...) kolossalen Reichtum, Ego und Gier (...) Es ist ein Gebäude ohne rettende Details (...), ein verhasstes Bauwerk. Es setzt nur die Erinnerung an die schlimmste Art von Insel-Lairds fort (...), ein scheußlicher Affront, aber nichts, das ein schöner Brand und ein nachfolgender Abriss nicht zurechtrücken könnte“.

## Derzeitige Nutzung

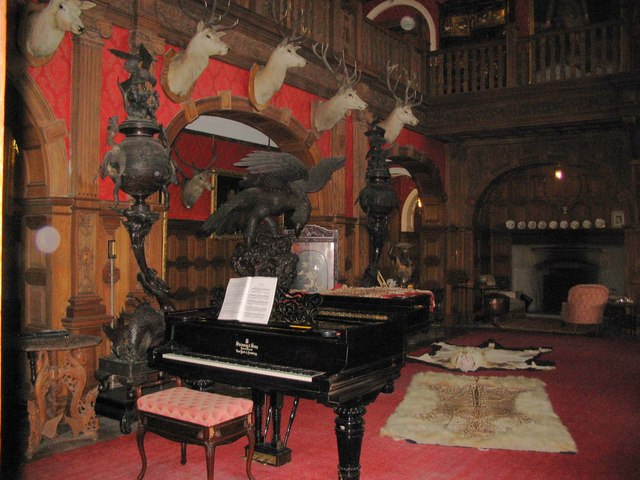
Eingangshalle

Kinloch Castle wird jetzt von der Scottish Natural Heritage mit Unterstützung der Kinloch Castle Friends' Association, einer registrierten, gemeinnützigen Organisation, die 1996 gegründet wurde, verwaltet. 2010 und 2011 wurden einige Reparaturarbeiten durchgeführt, aber die weitere Zukunft des Gebäudes bleibt ungesichert.
Ein Gebäudeteil an der Rückseite des Landhauses wird als Gästehaus für Besucher der Insel betrieben. Für die Gäste stehen eine Reihe von Schlafzimmern mit Hochbetten zur Verfügung oder sie können aus einer Zahl von „Oak Rooms“ mit Vierfachbetten wählen. Das Gästehaus ist von den Museumsräumen im Landhaus getrennt. Es gab einen Vorschlag, das Gästehaus 2012 zu schließen.
Es gibt Führungen durch das Landhaus, deren Zeiten mit dem Fahrplan der Fähre koordiniert wurden, wo dies möglich war. Zu Highlights der Tour zählen das Orchestrion unter der Treppe und eine Reihe von Geschenken des japanischen Kaisers.